# Homomorfismo de grafos
En teoría de grafos, un homomorfismo de grafos u homomorfismo de gráficas  es una función entre dos grafos que respeta la estructura de adyacencia de una en la otra.
De forma más precisa: Si G, H son dos grafos, entonces un homomorfismo es una función {\displaystyle \varphi :G\to H} que satisface la condición: si u, v son cualquier par de vértices de G unidos por una arista, entonces {\displaystyle \varphi (u)} y {\displaystyle \varphi (v)} son vértices de H que también están unidos por una arista. 